# يوتاكا توشيا
يوتاكا توشيا (باليابانية: 土屋豊؛ بالكانا: つちや ゆたか) هو مخرج ياباني، ولد في 11 ديسمبر 1966.

## وصلات خارجية
- يوتاكا توشيا على موقع IMDb (الإنجليزية)
- يوتاكا توشيا على موقع أول موفي (الإنجليزية)
- يوتاكا توشيا على موقع قاعدة بيانات الفيلم (الإنجليزية)